# 韓相震
韓 相震（ハン・サンジン、한상진）は、韓国の社会学者、ソウル大学校名誉教授、北京大学客員教授。専門は、社会学。

## 教育歴
- 1970年　韓国、ソウル大学校学士号取得(社会学)
- 1972年　韓国、ソウル大学校修士号取得(社会学)
- 1979年　アメリカ合衆国、南イリノイ大学博士号取得(社会学)
- 1979-1981年　ドイツ、ビーレフェルト大学/ハインリッヒ・ヘルツ研究所、ポスト博士フェロー

## 経歴
- 2016年1-2月　韓国「国民の党」設立準備委員会、議長
- 2000年2月以降　ソウル国立大学名誉教授
- 2010年以降　北京大学客員教授
- 2012年以降　中民社会理論財団、所長
- 2008年10月以降　中民リサーチ研究所、所長

以下省略

## 主要著作

### 英語

#### 編著
- 2016年　単編著『アジアの諸伝統とグローバル民主主義:金大中との対話』Rowman & Littlefield: Lexington Books (Forthcoming).
- 2016年　単編著『リスク社会を超えて:ウルリッヒ・ペックと韓国における論争』Seoul National University Press (Forthcoming).
- 2012年　単編著『分断された諸国と移行期の正義:ドイツと日本と韓国が世界に教えること　韓国の金大中元大統領とドイツのリヒャルト・フォン・ヴァイツゼッカー』Boulder: Paradigm Publisher.
- 2007年   Yun Duck-Hongとの共編著『文明と平和についてのグローバル・フォーラム』Academy of Korean Studies.
- 2007年  Kie-Duck Parkとの共編著『北朝鮮における人権』Seoul: Sejong Institute.
- 1998年　単編著『ハーバーマスと韓国における論争』Seoul National University Press.

### 韓国語

#### 単著
- 2015年　『中民理論と韓国社会』中民出版社
- 1995年　『二度としない』ソウル: Chaeksesang.
- 1992年　『韓国:第三の道を求めて』ソウル: Chaeksesang.
- 1992年　『社会運動と社会改革』ソウルl: Jeonyewon.
- 1991年　『中民(草の根中間層たち)の理論を求めて』Seoul: Munjisa.
- 1988年　『韓国における官僚的権威主義』ソウル: Munjisa.
- 1988年　『社会変革の担い手とはだれか』ソウル: 東亜日報社

### 共著
- 2014年　チェジョンスクとの共著『政治は感動だ』メディチミディア

#### 編著
- 2010年　シム・ヨンヒとの共編著『危険に晒される世界と家族の未来』セムルキョル
- 2005年　ユン・ドクホンとの共編著『文明と平和国際フォーラム』韓国学中央研究院
- 2006年　共編著『ダイナミックな均衡と韓国の未来③：社会統合と均衡成長』ナナム出版
- 2006年　共編著『ダイナミックな均衡と韓国の未来①：民主政治と均衡外交』ナナム出版
- 2003年  単編著『「386世代」:その光と影』ソウル: Munhaksasang.
- 2003年  単編著『経営-労働間の信用のための鍵』ソウル: Nanam.
- 1998年　単編著『近代社会と人権』ソウル: Nanam.
- 1998年　単編著『アジアの視点を世界へ:ソウル国立大学での金大中講義 人権をめぐる議論』ソウル: Nanam.
- 1996年　単編著『近代の新しい地平:韓国におけるハーバーマス講義』ソウル: Nanam.
- 1991年　単編著『マルクス主義と民主主義』ソウル: Samunyeon.
- 1990年　単編著『ミッシェル・フーコー研究』ソウル: Hanwool-sa.
- 1990年　単編著『クラウス・オッフェとさまざまな危機』 Seo Gyu-Hwan & Park Young-Do訳、ソウル: Jeonyewon.
- 1987年  Yang, Jong Hoeとの共編著『民中(草の根)へのさまざまな社会科学的アプローチ』ソウル: Munjisa.
- 1984年　単編著『社会諸階級の諸理論と階層化』ソウル: Munjisa.
- 1983年　単編著『第三世界における官僚的権威主義』ソウル: Hanwool-sa.

## 翻訳

### 韓国語への翻訳
- 1998年  『第三の道』A translation of The Third Way by Anthony Giddens、Park Chan Wookとの共訳、Seoul, Saenggakoe Namu.
- 1991年  『ヨーロッパの経験と第三世界』A Translation of Von Europa lernen by Dieter Senghaas, Suhrkamp, 1982, Seoul, Nanam.
- 1990年  『体制間比較の社会学』A translation of Western Capitalism and State Socialism by H. Davis & R. Scase, Oxford: Basil Blackwell, Seoul, Nuetinamu-sa.
- 1984年  『社会諸理論とイデオロギー』A translation of The Concept of Ideology by J. Larrain, London: Hutchinson, l979), Seoul, Hanwool-sa.

## 日本語訳の論文
- 2013年　韓相震「日本の戦争の記憶と過去克服の正義」姜尚中/木宮正史編『日韓関係の未来を構想する』新幹社、71-108頁、所収.[3]
- 2000年　韓相震「1980年における光州抗争と承認をめぐる闘争:人権のコミュニタリアニズム的概念にむけて」竹内真澄訳、『桃山学院大学社会学論集』桃山学院大学社会学会編、第34巻、第2号、47～71頁.[4]

## 参考
- 中民社会理論研究所　http://www.earnglobal.org/main/z3_main.php　および　http://joongmin.org/
- アーン・グローバル財団　http://www.earnglobal.org/ （各国の連携でリサーチ・データを共有するネットワーク。ウルリッヒ・ペックとともに設立）